# Supernova

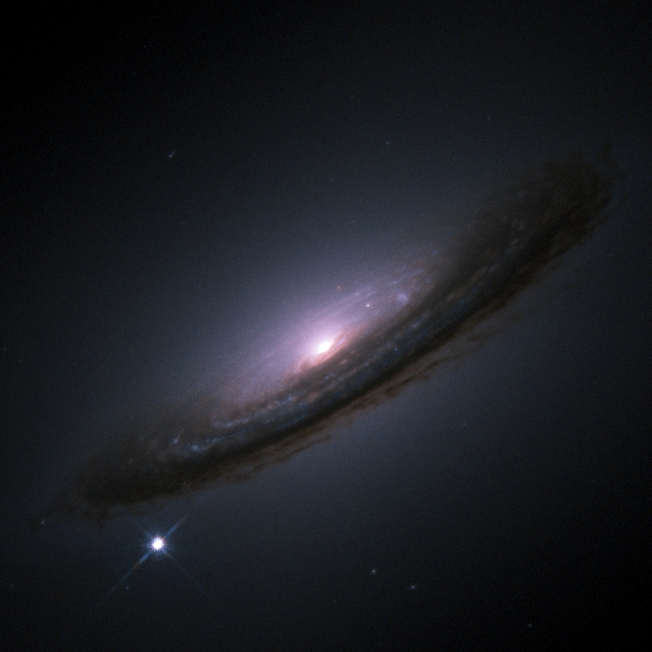
SN 1994D (ponto brilhante no canto inferior esquerdo), uma supernova Tipo Ia dentro de sua galáxia hospedeira, NGC 4526

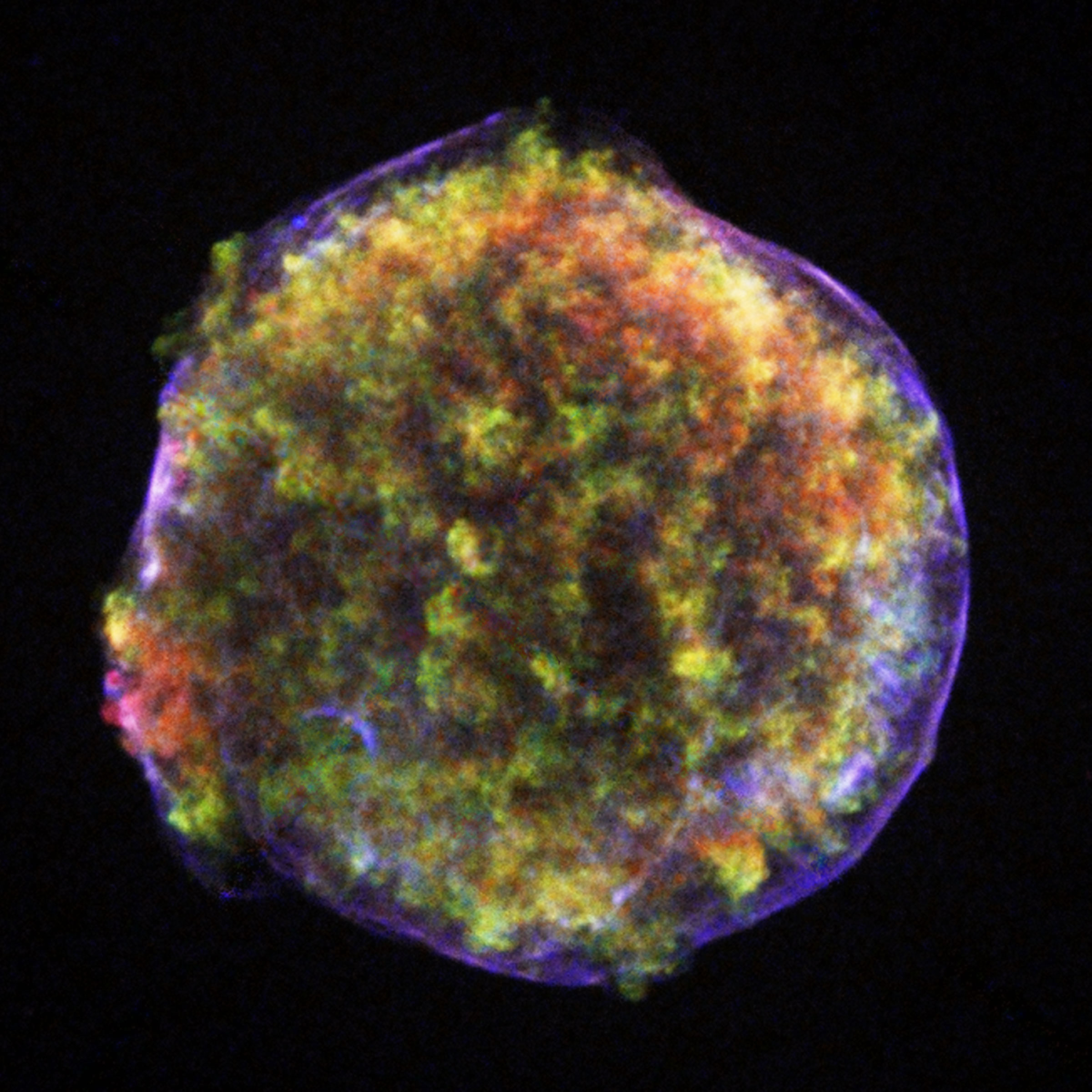
Remanescente da SN 1572, uma das oito supernovas visíveis a olho nu já registradas na história da astronomia. A explosão da supernova foi observada em novembro de 1572

Uma supernova é uma explosão estelar poderosa e luminosa. Este evento astronômico transitório ocorre durante os últimos estágios evolutivos de uma estrela massiva ou quando uma anã branca inicia uma fusão nuclear descontrolada. O objeto original, chamado de progenitor, pode colapsar em uma estrela de nêutrons ou em um buraco negro, podendo ainda ser completamente destruído. O pico de luminosidade óptica de uma supernova pode ser comparável ao de uma galáxia inteira e demora várias semanas ou meses até desaparecer.
As supernovas são mais enérgicas do que as novas. Em latim, nova significa "novo", referindo-se astronomicamente ao que parece ser uma nova estrela brilhante temporária. Adicionar o prefixo "super-" distingue as supernovas das novas comuns, que são muito menos luminosas. A palavra supernova foi cunhada por Walter Baade e Fritz Zwicky em 1929. A supernova mais recente diretamente observada na Via Láctea foi a Supernova de Kepler em 1604, mas vestígios de supernovas mais recentes já foram encontrados. As observações de supernovas em outras galáxias sugerem que elas ocorrem na Via Láctea, em média, cerca de três vezes a cada século. Essas supernovas seriam quase certamente observáveis com telescópios astronômicos modernos. A mais recente supernova visível a olho nu foi a SN 1987A, cuja progenitora era uma estrela supergigante azul localizada na Grande Nuvem de Magalhães, uma galáxia satélite da Via Láctea.
Estudos teóricos indicam que a maioria das supernovas são desencadeadas por um de dois mecanismos básicos: a súbita re-ignição da fusão nuclear em uma estrela degenerada, como uma anã branca, ou o colapso gravitacional repentino do núcleo de uma estrela massiva. Na primeira classe de eventos, a temperatura do objeto é elevada o suficiente para desencadear uma avalanche térmica, desestruturando completamente a estrela. As possíveis causas são um acúmulo de material de uma companheira binária por meio de uma acreção ou fusão estelar. No caso da estrela massiva, o núcleo de uma estrela massiva pode sofrer um colapso repentino, liberando energia potencial gravitacional como uma supernova. Embora algumas supernovas observadas sejam mais complexas do que essas duas teorias simplificadas, a mecânica astrofísica foi estabelecida e aceita pela maioria dos astrônomos há algum tempo.
As supernovas podem expelir várias massas solares de material a velocidades que chegam a até vários por cento da velocidade da luz. Isso impulsiona uma onda de choque em expansão no meio interestelar circundante, varrendo uma camada de gás e poeira em expansão observada como um remanescente de supernova. As supernovas são uma importante fonte de elementos no meio interestelar, do oxigênio ao rubídio. As ondas de choque em expansão das supernovas podem desencadear a formação de novas estrelas. Remanescentes de supernovas podem ser uma importante fonte de raios cósmicos. As supernovas podem produzir ondas gravitacionais, embora, até agora, as ondas gravitacionais tenham sido detectadas apenas a partir da fusão de buracos negros e estrelas de nêutrons.

## História de observação
Em comparação com toda a história de uma estrela, a aparição visual de uma supernova é muito breve, talvez abrangendo vários meses, de modo que as chances de observá-la a olho nu são de aproximadamente uma vez na vida. Apenas uma minúscula fração dos 100 bilhões de estrelas em uma galáxia típica tem a capacidade de se tornar uma supernova, restrita àquelas com grande massa ou a tipos extraordinariamente raros de estrelas binárias contendo anãs brancas.
A mais antiga supernova já registrada por humanos, conhecida como HB9, poderia ter sido vista por observadores indianos desconhecidos em 4500±1000 a.C. Mais tarde, a SN 185 foi vista por astrônomos chineses no ano 185 d.C. A supernova mais brilhante registrada foi a SN 1006, que ocorreu no ano de 1006 na constelação de Lúpus e foi descrita por observadores na China, Japão, Iraque, Egito e Europa. A amplamente observada supernova SN 1054 produziu a Nebulosa do Caranguejo. Já as supernovas SN 1572 e SN 1604, as últimas a serem observadas a olho nu na Via Láctea, tiveram efeitos notáveis no desenvolvimento da astronomia na Europa porque foram usadas para argumentar contra a ideia aristotélica de que o universo, além da Lua e os planetas, era estático e imutável. Johannes Kepler começou a observar SN 1604 em seu pico em 17 de outubro de 1604 e continuou a fazer estimativas de seu brilho até que desapareceu da vista a olho nu um ano depois. Foi a segunda supernova observada em uma geração (após a SN 1572 vista por Tycho Brahe em Cassiopeia).
Há algumas evidências de que a supernova galáctica mais jovem, G1.9+0.3, ocorreu no final do século XIX, consideravelmente mais recentemente do que Cassiopeia A por volta de 1680. Nenhuma supernova foi observada na época. No caso de G1.9+0.3, a alta extinção ao longo do plano da galáxia poderia ter escurecido o evento o suficiente para passar despercebido. A situação da Cassiopeia A é menos clara. Ecos de luz infravermelha foram detectados mostrando que era uma supernova do tipo IIb e não estava em uma região de grande extinção.
A observação e a descoberta de supernovas extragalácticas são agora muito mais comuns. A primeira dessas observações foi a de SN 1885A na Galáxia de Andrômeda. Hoje, astrônomos amadores e profissionais encontram várias centenas a cada ano, algumas perto do brilho máximo, outras em velhas fotografias ou placas astronômicas. Os astrônomos americanos Rudolph Minkowski e Fritz Zwicky desenvolveram o moderno esquema de classificação de supernovas a partir de 1941. Durante a década de 1960, os astrônomos descobriram que as intensidades máximas das supernovas podiam ser usadas como velas padrão, portanto indicadores de distâncias astronômicas. Algumas das supernovas mais distantes observadas em 2003 pareceram mais fracas do que o esperado. Isso apoia a visão de que a expansão do universo está se acelerando. Foram desenvolvidas técnicas para reconstruir eventos de supernovas que não têm registros escritos de observação. A data da Cassiopeia A foi determinada a partir de ecos de luz em nebulosas, enquanto a idade do remanescente de supernova RX J0852.0-4622 foi estimada a partir de medições de temperatura e de emissões de raios gama da decadência radioativa do titânio-44.

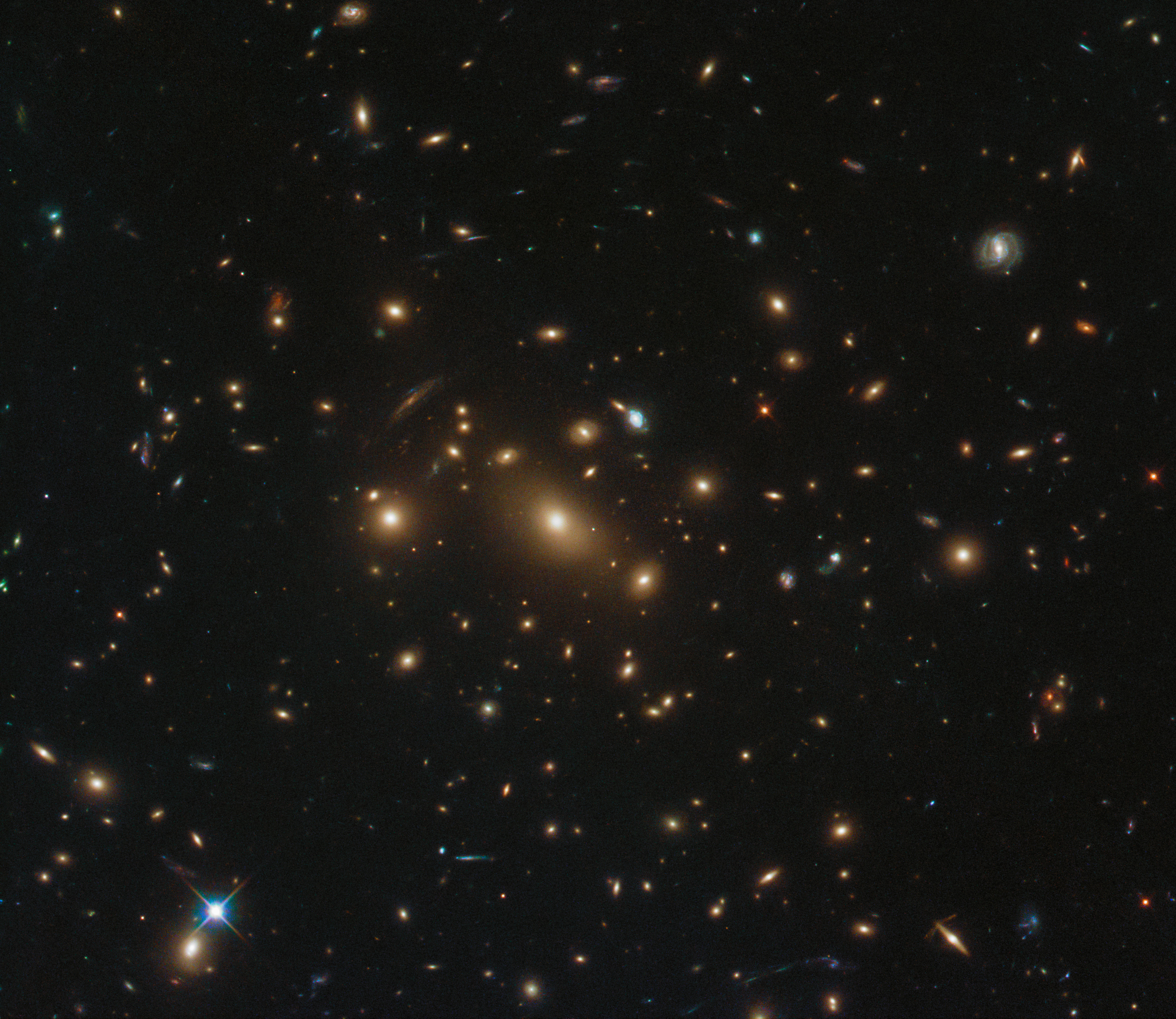
SN Antikythera no aglomerado de galáxias RXC J0949.8 + 1707. SN Eleanor e SN Alexander foram observados na mesma galáxia em 2011

A supernova mais luminosa já registrada é ASASSN-15lh. Foi detectada pela primeira vez em junho de 2015 e atingiu o pico de 570 bilhões de L☉, que é o dobro da luminosidade bolométrica de qualquer outra supernova conhecida. No entanto, a natureza desta supernova continua a ser debatida e várias explicações alternativas foram sugeridas, por exemplo, a destruição por forças de maré de um buraco negro.
Entre as primeiras supernovas detectadas desde o momento da detonação, e para os quais os primeiros espectros foram obtidos (começando 6 horas após a explosão real), está a SN 2013fs Tipo II (iPTF13dqy), que foi registrada 3 horas após o evento de supernova em 6 de outubro 2013 pela Intermediate Palomar Transient Factory (iPTF). A estrela está localizada em uma galáxia espiral chamada NGC 7610, 160 milhões de anos-luz de distância, na constelação de Pégaso.
Em 20 de setembro de 2016, o astrônomo amador Victor Buso de Rosário, Argentina, estava testando seu telescópio. Ao tirar várias fotos da galáxia NGC 613, Buso encontrou uma supernova que acabara de se tornar visível na Terra. Depois de examinar as imagens, ele entrou em contato com o Instituto de Astrofísica de La Plata. "Foi a primeira vez que alguém capturou os momentos iniciais da 'fuga de choque' de uma supernova óptica, uma não associada a uma explosão de raios gama ou raios-X." As chances de capturar tal evento foram colocadas entre uma em dez milhões e uma em cem milhões, de acordo com a astrônoma Melina Bersten, do Instituto de Astrofísica. A supernova que Buso observou era do Tipo IIb feita por uma estrela vinte vezes a massa do sol. O astrônomo Alex Filippenko, da Universidade da Califórnia, comentou que os astrônomos profissionais vinham procurando por um evento assim há muito tempo. Ele afirmou: "Observações de estrelas nos primeiros momentos em que começam a explodir fornecem informações que não podem ser obtidas diretamente de nenhuma outra forma."

## Descoberta

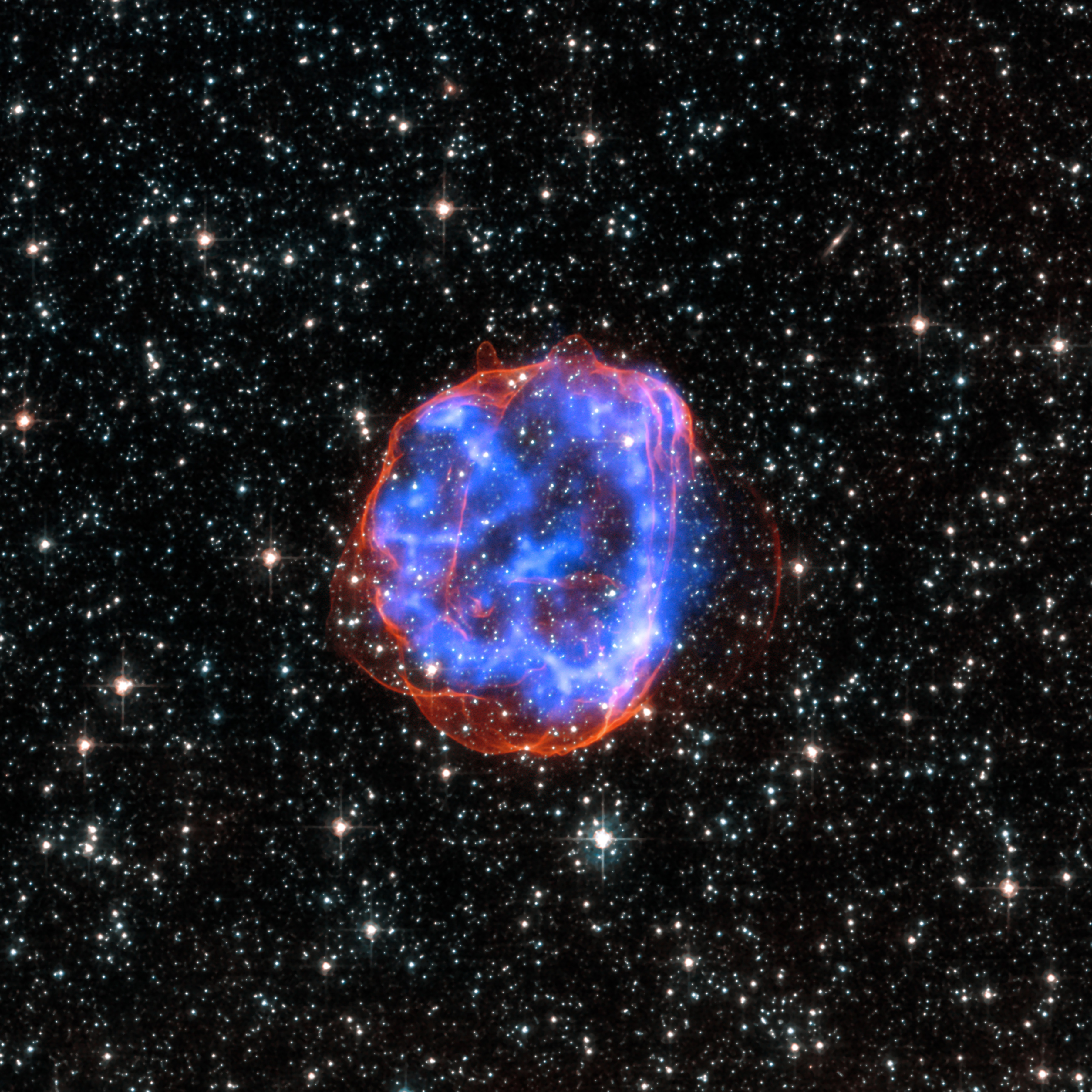
Remanescente de supernova SNR E0519-69.0 na Grande Nuvem de Magalhães

Os primeiros trabalhos sobre o que originalmente se acreditava ser simplesmente uma nova categoria de novas foram realizados durante a década de 1920. Estas eram chamadas de "Novae de classe alta", "Hauptnovae" ou "Novae gigante". Acredita-se que o nome "supernovas" tenha sido cunhado por Walter Baade e Fritz Zwicky em palestras na Caltech durante 1931. Foi usado, como "super-novae", em um artigo de jornal publicado por Knut Lundmark em 1933 e em um artigo de 1934 por Baade e Zwicky. Em 1938, o hífen havia se perdido e o nome moderno já estava em uso. Como as supernovas são eventos relativamente raros dentro de uma galáxia, ocorrendo cerca de três vezes por século na Via Láctea, por exemplo, a obtenção de uma boa amostra de supernovas para estudar requer o monitoramento regular de muitas galáxias diferentes. Supernovas em outras galáxias não podem ser previstas com nenhuma precisão significativa. Normalmente, quando são descobertas, já estão em andamento. Para usar supernovas como velas padrão para medir distâncias, é necessária a observação de seu pico de luminosidade. Portanto, é importante descobri-las bem antes de atingirem seu máximo. Astrônomos amadores, que superam em muito os astrônomos profissionais, desempenharam um papel importante na descoberta de supernovas, normalmente olhando para algumas das galáxias mais próximas através de um telescópio óptico e comparando-as com fotografias anteriores.
No final do século XX, os astrônomos se voltaram cada vez mais para telescópios controlados por computador e CCDs para caçar supernovas. Embora esses sistemas sejam populares entre os amadores, também existem instalações profissionais, como o telescópio Katzman Automatic Imaging. O projeto Supernova Early Warning System (SNEWS) usa uma rede de detectores de neutrinos para dar um alerta antecipado de uma supernova na Via Láctea. Neutrinos são partículas produzidas em grandes quantidades por uma supernova e não são significativamente absorvidos pelo gás interestelar e poeira do disco galáctico.

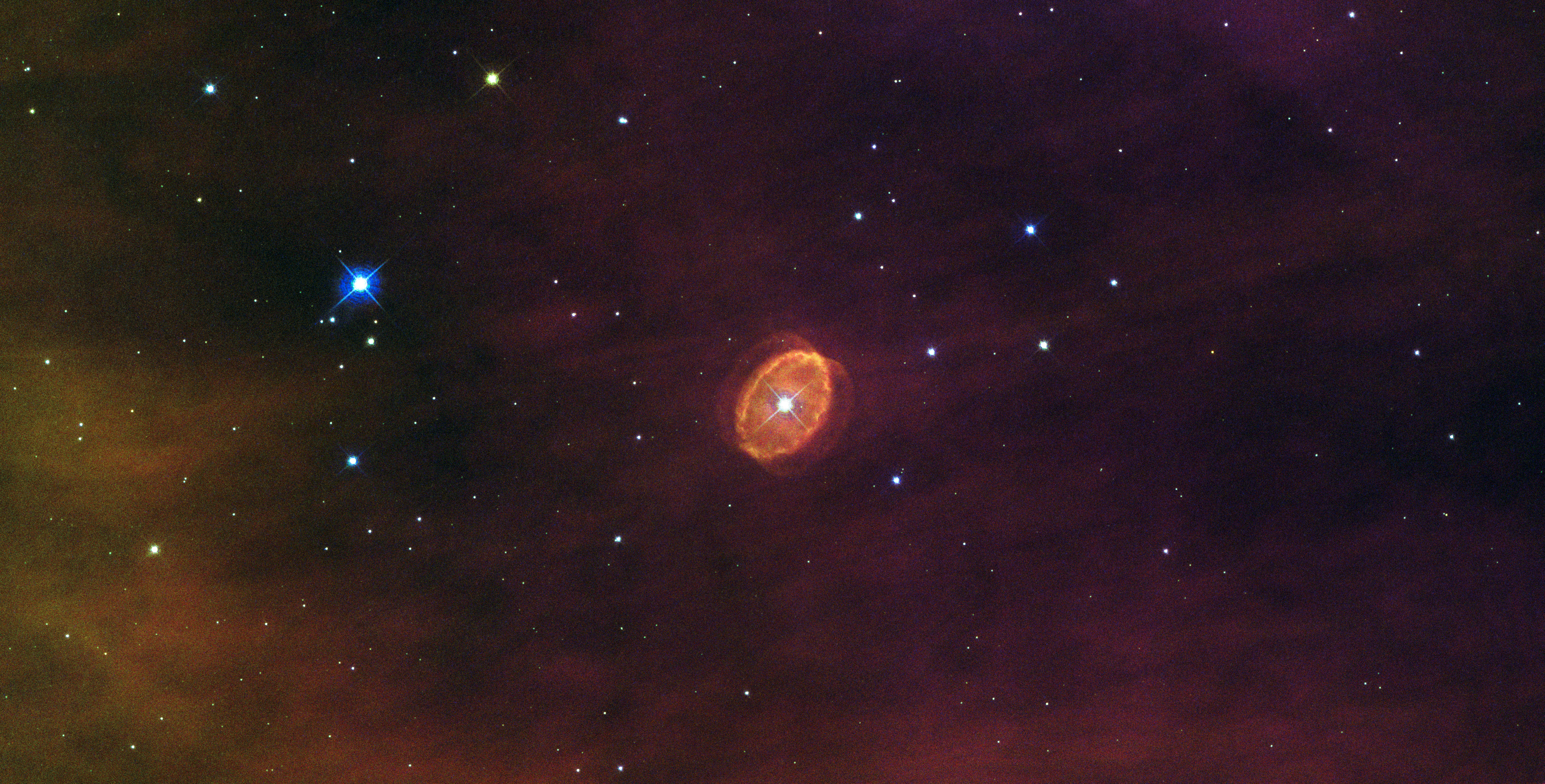
"Uma estrela prestes a explodir", a nebulosa SBW1 envolve uma enorme supergigante azul na Nebulosa de Eta Carinae

As pesquisas de supernova se enquadram em duas classes: aquelas focadas em eventos relativamente próximos e aquelas que procuram mais longe. Por causa da expansão do universo, a distância a um objeto remoto com um espectro de emissão conhecido pode ser estimada medindo seu desvio Doppler (ou desvio para o vermelho); em média, objetos mais distantes recuam com maior velocidade do que os próximos e, portanto, têm um desvio para o vermelho (ou redshift em inglês) maior. Assim, a pesquisa é dividida entre alto redshift e baixo redshift, com a fronteira caindo em torno de uma faixa de redshift de z = 0,1–0,3 - onde z é uma medida adimensional da mudança de frequência do espectro.
Pesquisas de alto desvio para o vermelho para supernovas geralmente envolvem a observação das curvas de luz que elas produzem. Elas são úteis para velas padrão ou calibradas para gerar diagramas de Hubble e fazer previsões cosmológicas. A espectroscopia de supernovas, usada para estudar a física e os ambientes das supernovas, é mais prática em redshift baixo do que em alto. Observações de baixo redshift também ancoram a extremidade de baixa distância da curva de Hubble, que é um gráfico de distância versus o desvio para o vermelho das galáxias visíveis.

## Convenção de nomes

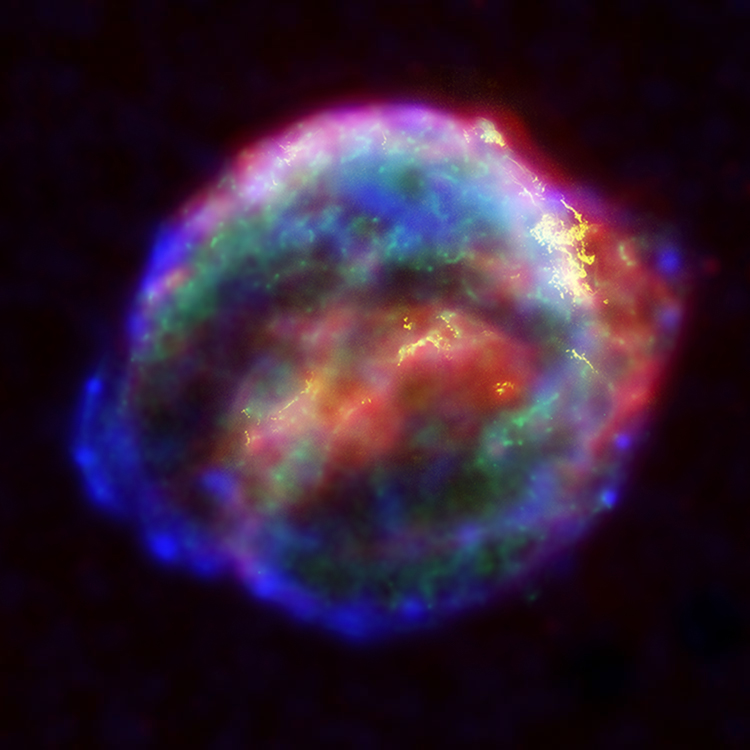
Imagem de compilação ótica, infravermelha e de raio X de comprimento de onda do remanescente da supernova de Kepler, SN 1604

As descobertas de supernovas são relatadas ao Escritório Central de Telegramas Astronômicos da União Astronômica Internacional, que envia uma circular com o nome que atribui a essa supernova. O nome é formado a partir do prefixo SN, seguido pelo ano da descoberta, sufixado com uma designação de uma ou duas letras. As primeiras 26 supernovas do ano são designadas com uma letra maiúscula de A a Z. Posteriormente, pares de letras minúsculas são usados: aa, ab e assim por diante. Assim, por exemplo, SN 2003C designa a terceira supernova relatada no ano de 2003. A última supernova de 2005, SN 2005nc, foi a 367ª (14 × 26 + 3 = 367). O sufixo "nc" atua como uma codificação bijetiva de base 26, com a = 1, b = 2, c = 3, ... z = 26. Desde 2000, astrônomos profissionais e amadores têm encontrado várias centenas de supernovas a cada ano (572 em 2007, 261 em 2008, 390 em 2009; 231 em 2013).

As supernovas históricas são conhecidas simplesmente pelo ano em que ocorreram: SN 185, SN 1006, SN 1054, SN 1572 (denominada Nova de Tycho) e SN 1604 (Estrela de Kepler). Desde 1885, a notação de letra adicional foi usada, mesmo que houvesse apenas uma supernova descoberta naquele ano (por exemplo SN 1885A, SN 1907A, etc.) - esta última aconteceu com SN 1947A . SN, para SuperNova, é um prefixo padrão. Até 1987, as designações de duas letras raramente eram necessárias; desde 1988, porém, elas são necessárias todos os anos. Desde 2016, o número crescente de descobertas tem levado regularmente ao uso adicional de designações de três dígitos.

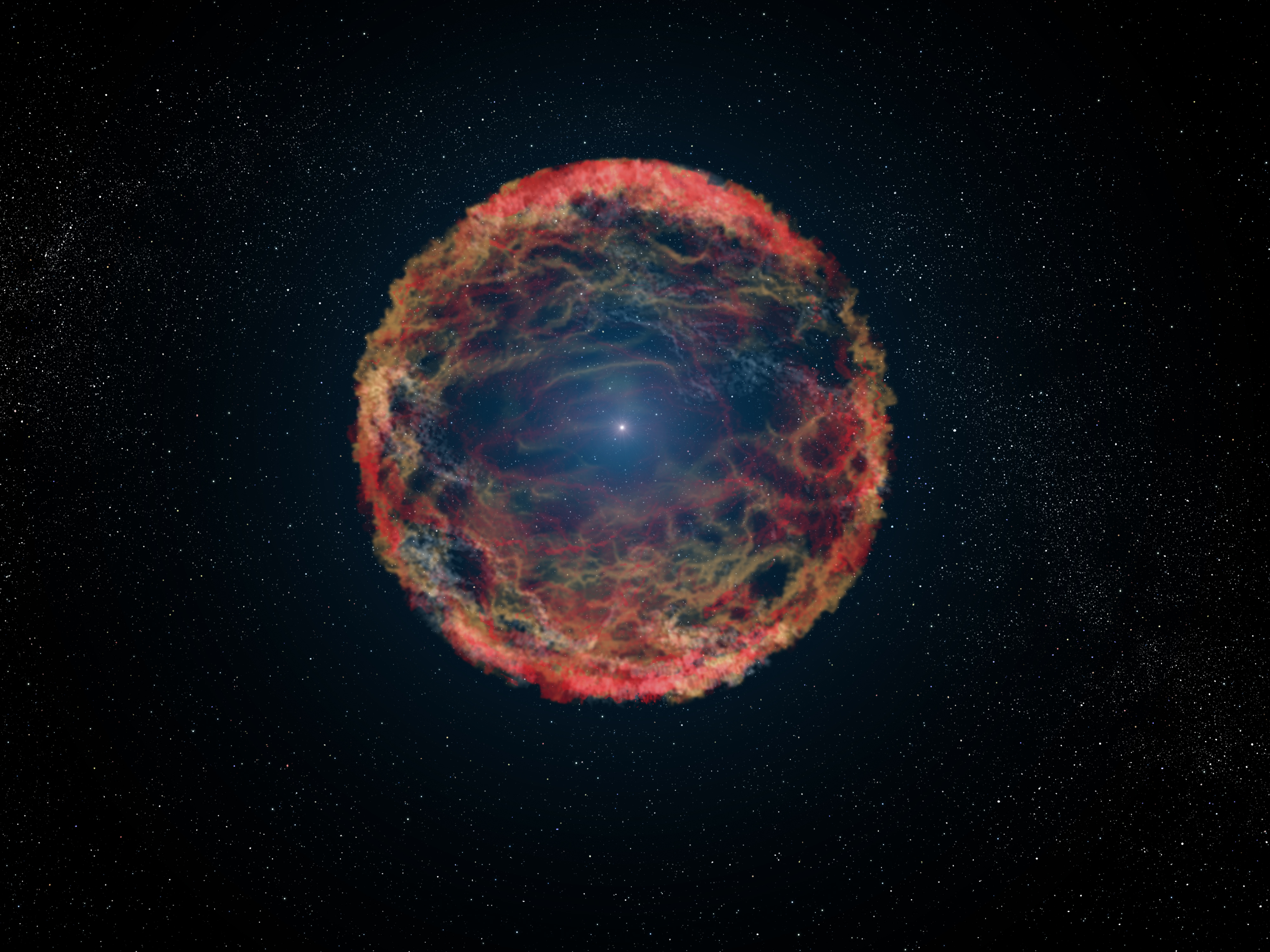
Impressão artística da supernova 1993J

## Classificação
Os astrônomos classificam as supernovas de acordo com suas curvas de luz e as linhas de absorção de diferentes elementos químicos que aparecem em seus espectros. Se o espectro de uma supernova contém linhas de hidrogênio (conhecidas como a série de Balmer na porção visual do espectro), ela é classificada como Tipo II; caso contrário, é Tipo I. Em cada um desses dois tipos, há subdivisões de acordo com a presença de linhas de outros elementos ou a forma da curva de luz (um gráfico da magnitude aparente da supernova em função do tempo).
| Tipo I Sem hidrogênio        | Tipo Ia Apresenta uma linha única ionizada de silício (Si II) em 615,0 nm (nanometros), perto do pico da luz | Tipo Ia Apresenta uma linha única ionizada de silício (Si II) em 615,0 nm (nanometros), perto do pico da luz | Tipo Ia Apresenta uma linha única ionizada de silício (Si II) em 615,0 nm (nanometros), perto do pico da luz | Tipo Ia Apresenta uma linha única ionizada de silício (Si II) em 615,0 nm (nanometros), perto do pico da luz | Escape térmico  | Escape térmico | Escape térmico | Escape térmico |
| Tipo I Sem hidrogênio        | Tipo Ib/c Absorção de silício fraca ou ausente                                                               | Tipo Ib Mostra uma linha não ionizada hélio (He I) em 587,6 nm                                               | Tipo Ib Mostra uma linha não ionizada hélio (He I) em 587,6 nm                                               | Tipo Ib Mostra uma linha não ionizada hélio (He I) em 587,6 nm                                               | Colapso nuclear |                |                |                |
| Tipo I Sem hidrogênio        | Tipo Ib/c Absorção de silício fraca ou ausente                                                               | Tipo Ic Hélio fraco ou ausente                                                                               | | | Colapso nuclear |                |                |                |
| Tipo II Apresenta hidrogênio | Tipo II-P/-L/n Tipo II                                                                                       | Tipo II-P/L                                                                                                  | Tipo II-P/L                                                                                                  | Tipo II-P Alcança um "platô" em sua curva de luz                                                             | Colapso nuclear |                |                |                |
| Tipo II Apresenta hidrogênio | Tipo II-P/-L/n Tipo II                                                                                       | Tipo II-P/L                                                                                                  | Tipo II-P/L                                                                                                  | Tipo II-L Exibe uma diminuição "linear" em sua curva de luz (linear em magnitude em relação ao tempo)        | Colapso nuclear |                |                |                |
| Tipo II Apresenta hidrogênio | Tipo II-P/-L/n Tipo II                                                                                       | Tipo IIn Algumas linhas estreitas                                                                            | | | Colapso nuclear |                |                |                |
| Tipo II Apresenta hidrogênio | Tipo IIb O espectro muda para se tornar como o Tipo Ib                                                       | | | | Colapso nuclear |                |                |                |

### Tipo I
As supernovas do Tipo I são subdivididas com base em seus espectros, sendo que o Tipo Ia mostra uma forte linha espectral de silício ionizado. As supernovas do Tipo I sem esta linha forte são classificadas como Tipo Ib e Ic, sendo que o Tipo Ib mostra fortes linhas neutras de hélio, enquanto o Tipo Ic não apresenta esta característica. As curvas de luz são todas semelhantes, embora o Tipo Ia seja geralmente mais brilhante no pico de luminosidade, mas a curva de luz não é importante para a classificação das supernovas do Tipo I.
Uma pequena proporção de supernovas do tipo Ic mostra linhas de emissão altamente ampliadas e combinadas que são consideradas como indicadoras de velocidades de expansão muito altas para o material ejetado. Estas foram classificados como tipo Ic-BL ou Ic-bl.

### Tipo II

Curvas de luz são usadas para classificar supernovas Tipo II-P e Tipo II-L

As supernovas do Tipo II também podem ser subdivididas com base em seus espectros. Enquanto a maioria das supernovas Tipo II mostram linhas de emissão muito largas que indicam velocidades de expansão de muitos milhares de quilômetros por segundo, algumas, como a SN 2005gl, têm características relativamente estreitas em seus espectros. Elas são chamadas de Tipo IIn, onde o 'n' significa 'estreito'.
Algumas supernovas, como SN 1987K e SN 1993J, parecem mudar de tipo: elas mostram linhas de hidrogênio nos primeiros tempos, mas, em um período de semanas a meses, tornam-se dominados por linhas de hélio. O termo "Tipo IIb" é usado para descrever a combinação de recursos normalmente associados aos Tipos II e Ib.
As supernovas do Tipo II com espectros normais dominados por linhas largas de hidrogênio que permanecem durante o declínio são classificadas com base em suas curvas de luz. O tipo mais comum mostra um "platô" distinto na curva de luz logo após o pico de brilho, onde a luminosidade visual permanece relativamente constante por vários meses antes de o declínio recomeçar. Estas são chamadas de Tipo II-P, referindo-se ao platô. Menos comuns são as supernovas do Tipo II-L que carecem de um platô distinto. O "L" significa "linear", embora a curva de luz não seja realmente uma linha reta. Supernovas que não se enquadram nas classificações normais são designadas como peculiares ou 'pec'.

### Tipos III, IV e V
Fritz Zwicky definiu tipos adicionais de supernovas com base em poucos exemplos que não se encaixavam perfeitamente nos parâmetros para supernovas Tipo I ou Tipo II. SN 1961i em NGC 4303 era o protótipo e único membro da classe de supernovas Tipo III, conhecida por sua ampla curva de luz máxima e linhas de Balmer de hidrogênio amplas que demoravam para se desenvolver no espectro. SN 1961f em NGC 3003 era o protótipo e único membro da classe Tipo IV, com uma curva de luz semelhante a uma supernova Tipo II-P, com linhas espectrais de absorção hidrogênio, enquanto suas linhas de emissão de hidrogênio são fracas. A classe Tipo V foi cunhada para SN 1961V em NGC 1058, uma supernova tênue incomum ou uma supernova impostora com um aumento lento de brilho, um máximo que dura muitos meses e um espectro de emissão incomum. A semelhança do SN 1961V com a Grande Explosão de Eta Carinae foi notada. Supernovas em M101 (1909) e M83 (1923 e 1957) também foram sugeridas como possíveis supernovas Tipo IV ou Tipo V.
Todos esses tipos seriam agora tratados como supernovas Tipo II peculiares (IIpec), dos quais muitos outros exemplos foram descobertos, embora ainda seja debatido se SN 1961V foi uma supernova verdadeira após uma explosão de uma variável luminosa azul ou uma impostora.

## Modelos atuais

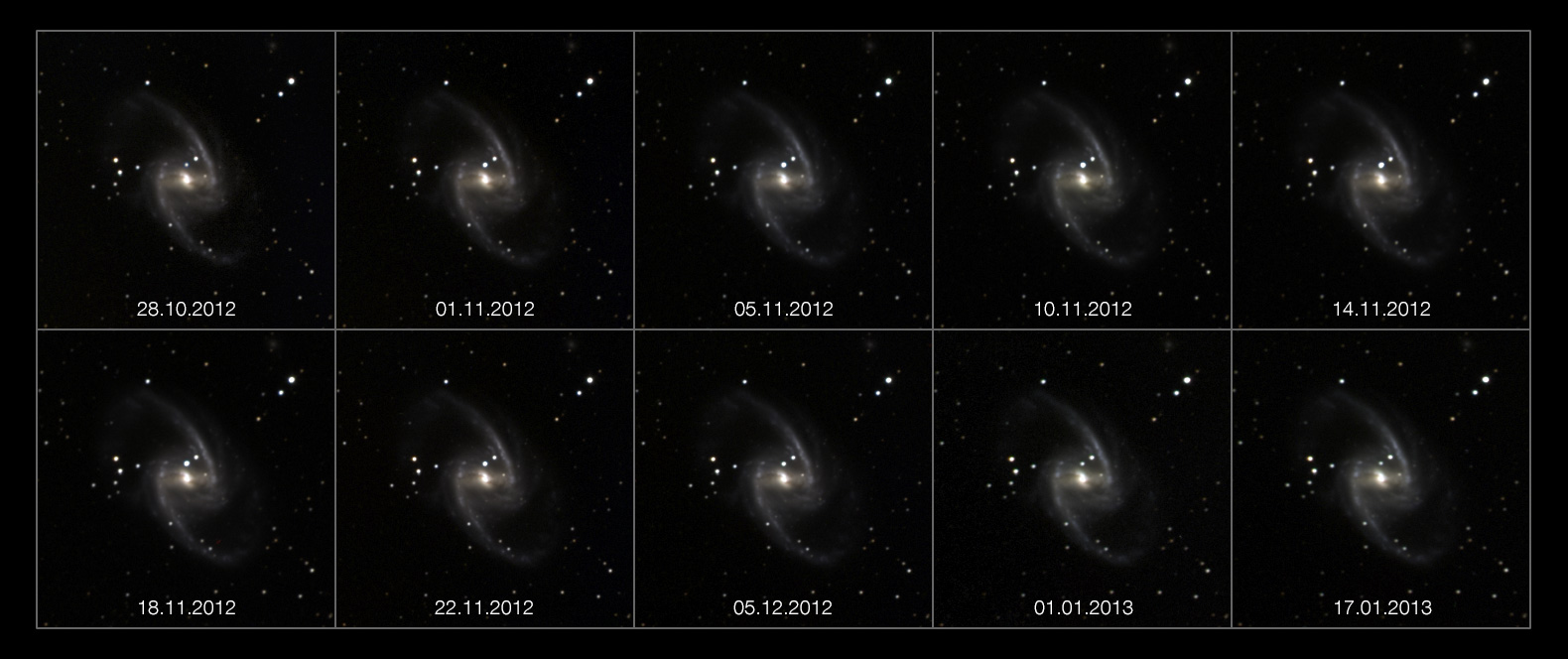
A sequência mostra o rápido brilho e o desvanecimento mais lento de uma supernova na galáxia NGC 1365 (o ponto brilhante próximo e ligeiramente acima do centro galáctico)

### Escape térmico

Formação de uma supernova Tipo Ia

Uma anã branca pode acumular material suficiente de uma companheira estelar para elevar a sua temperatura de núcleo ao ponto suficiente para inflamar a fusão do carbono, momento em que ele sofre uma fusão nuclear de avalanche térmica. Existem três vias pelas quais essa detonação é teorizada para acontecer: a acreção estável de material de uma companheira, a colisão de duas anãs brancas ou a acreção que causa a ignição em uma concha que então incendeia o núcleo. O mecanismo dominante pelo qual as supernovas Tipo Ia são produzidas permanece obscuro. Apesar desta incerteza, as supernovas Tipo Ia têm propriedades muito uniformes e são velas padrão úteis em distâncias intergalácticas. Algumas calibrações são necessárias para compensar a mudança gradual nas propriedades ou frequências diferentes de supernovas de luminosidade anormal em alto desvio para o vermelho e para pequenas variações no brilho identificadas pela forma da curva de luz ou espectro.

#### Tipo Normal Ia
Existem vários meios pelos quais uma supernova desse tipo pode se formar, mas eles compartilham um mecanismo subjacente comum. Se uma anã branca de carbono-oxigênio agregasse matéria suficiente para atingir o limite de Chandrasekhar de cerca de 1,44 massas solares (M☉) (para uma estrela não rotativa), ela não seria mais capaz de suportar a maior parte de sua massa através pressão de degenerescência eletrônica e começaria a entrar em colapso. No entanto, a visão atual é que esse limite não é normalmente atingido; o aumento da temperatura e da densidade dentro do núcleo inicia a  fusão do carbono conforme a estrela se aproxima do limite (cerca de 1%) antes do colapso ser iniciado. Para um núcleo composto principalmente de oxigênio, neônio e magnésio, a anã branca em colapso normalmente formará uma estrela de nêutrons. Nesse caso, apenas uma fração da massa da estrela será ejetada durante o colapso.
Em alguns segundos, uma fração substancial da matéria na anã branca sofre fusão nuclear, liberando energia suficiente (1– 2) para transformar a estrela em uma supernova. Uma onda de choque em expansão externa é gerada, com a matéria atingindo velocidades da ordem de 5 000 a 20 000 km/s, ou cerca de 3% da velocidade da luz. Há também um aumento significativo na luminosidade, atingindo uma magnitude absoluta de −19,3 (ou 5 bilhões de vezes mais brilhante que o Sol), com pouca variação.
O modelo para a formação desta categoria de supernova é um sistema estelar binário próximo. A maior das duas estrelas é a primeira a evoluir da sequência principal e se expande para formar uma gigante vermelha. As duas estrelas agora compartilham um invólucro comum, fazendo com que sua órbita mútua encolha. A estrela gigante então perde a maior parte de seu invólucro, perdendo massa até que não possa mais continuar o processo de fusão nuclear. Nesse ponto, ela se torna uma estrela anã branca, composta principalmente de carbono e oxigênio.
As supernovas do Tipo Ia seguem uma curva de luz característica - o gráfico da luminosidade em função do tempo - após o evento. Esta luminosidade é gerada pela decadência radioativa do níquel -56 ao cobalto -56 ao ferro -56. O pico de luminosidade da curva de luz é extremamente consistente em supernovas normais do Tipo Ia, tendo uma magnitude absoluta máxima de cerca de -19,3. Isso ocorre porque as supernovas do Tipo Ia surgem de um tipo consistente de estrela progenitora por aquisição gradual de massa e explodem quando adquirem uma massa típica consistente, dando origem a condições e comportamento de supernova muito semelhantes. Isso permite que eles sejam usados como uma vela padrão secundária para medir a distância até suas galáxias hospedeiras.

#### Tipo Ia não padrão
Outro modelo para a formação de supernovas Tipo Ia envolve a fusão de duas estrelas anãs brancas, com a massa combinada excedendo momentaneamente o limite de Chandrasekhar. Há muita variação neste tipo de evento. Supernovas anormalmente brilhantes do Tipo Ia ocorrem quando a anã branca já tem uma massa maior do que o limite de Chandrasekhar, possivelmente aumentada pela assimetria.
Não há subclassificação formal para as supernovas não padronizadas do Tipo Ia. Foi proposto que um grupo de supernovas sub-luminosas que ocorrem quando o hélio se acumula em uma anã branca deve ser classificado como Tipo Iax. Este tipo de supernova nem sempre pode destruir completamente o progenitor da anã branca e pode deixar para trás uma estrela zumbi.
Um tipo específico de supernova Tipo Ia não padrão desenvolve hidrogênio, e outro, linhas de emissão e dá a aparência de uma mistura entre uma supernova normal Tipo Ia e uma supernova Tipo IIn. Os exemplos são SN 2002ic e SN 2005gj. Essas supernovas foram chamadas de Tipo Ia/IIn, Tipo Ian, Tipo IIa e Tipo IIan.

### Colapso do núcleo

As camadas de uma estrela massiva evoluída pouco antes do colapso do núcleo (sem escala)

Estrelas muito massivas podem sofrer colapso do núcleo quando a fusão nuclear torna-se incapaz de sustentar o núcleo contra sua própria gravidade; ultrapassar esse limite é a causa de todos os tipos de supernova, exceto o Tipo Ia. O colapso pode causar a expulsão violenta das camadas externas da estrela, resultando em uma supernova, ou a liberação de energia potencial gravitacional pode ser insuficiente e a estrela pode colapsar em um buraco negro ou estrela de nêutrons com pouca energia irradiada.
O colapso do núcleo pode ser causado por vários mecanismos diferentes, como captura de elétrons; ultrapassagem do limite de Chandrasekhar; instabilidade do par; ou fotodesintegração:
- Quando uma estrela massiva desenvolve um núcleo de ferro maior que a massa de Chandrasekhar, ela não será mais capaz de se sustentar pela pressão de degenerescência eletrônica e colapsará ainda mais em uma estrela de nêutrons ou buraco negro;
- A captura de elétrons pelo magnésio em um núcleo degenerado de O/Ne/Mg causa o colapso gravitacional seguido por uma fusão explosiva de oxigênio, com resultados muito semelhantes;
- A produção do par elétron-pósitron em um grande núcleo de queima pós-hélio remove o suporte termodinâmico e causa o colapso inicial seguido pela fusão descontrolada, resultando em uma supernova de instabilidade do par;
- Um núcleo estelar suficientemente grande e quente pode gerar raios gama com energia suficiente para iniciar a fotodesintegração diretamente, o que causará um colapso completo do núcleo.

A tabela abaixo lista as razões conhecidas para o colapso do núcleo em estrelas massivas, os tipos de estrelas em que ocorrem, seu tipo de supernova associado e o remanescente produzido. A metalicidade é a proporção de outros elementos além de hidrogênio ou hélio, em comparação com o Sol. A massa inicial é a massa da estrela anterior ao evento da supernova, dada em múltiplos da massa do Sol, embora a massa no momento da supernova possa ser muito menor.
As supernovas do Tipo IIn não estão listadas na tabela. Elas podem ser produzidas por vários tipos de colapso do núcleo em estrelas progenitoras diferentes, possivelmente até por ignições de anãs brancas do Tipo Ia, embora pareça que a maioria será do colapso do núcleo de ferro em supergigantes ou hipergigantes luminosas (incluindo VLAs). As estreitas linhas espectrais pelas quais são nomeados ocorrem porque a supernova está se expandindo em uma pequena nuvem densa de material circunstelar. Parece que uma proporção significativa das supostas supernovas do Tipo IIn são supernovas impostoras, erupções massivas de estrelas semelhantes a VLA semelhantes à Grande Erupção de Eta Carinae. Nesses eventos, o material anteriormente ejetado da estrela cria as linhas de absorção estreitas e causa uma onda de choque por meio da interação com o material recém-ejetado.
| Causa do colapso                                           | A estrela progenitora aproxima a massa inicial ( massas solares ) | Tipo Supernova                                             | Remanescente                                                           |
| ---------------------------------------------------------- | ----------------------------------------------------------------- | ---------------------------------------------------------- | ---------------------------------------------------------------------- |
| Captura de elétrons em um núcleo degenerado de O + Ne + Mg | 9-10                                                              | Desmaiado II-P                                             | Estrêla de Neutróns                                                    |
| Colapso do núcleo de ferro                                 | 10-25                                                             | Desmaiado II-P                                             | Estrêla de Neutróns                                                    |
| Colapso do núcleo de ferro                                 | 25-40 com metalicidade baixa ou solar                             | Normal II-P                                                | Buraco negro após queda de material em uma estrela de nêutrons inicial |
| Colapso do núcleo de ferro                                 | 25-40 com metalicidade muito alta                                 | II-L ou II-b                                               | Estrêla de Neutróns                                                    |
| Colapso do núcleo de ferro                                 | 40-90 com baixa metalicidade                                      | Nenhum                                                     | Buraco negro                                                           |
| Colapso do núcleo de ferro                                 | ≥40 com metalicidade quase solar                                  | Ib / c fraco ou hipernova com explosão de raios gama (GRB) | Buraco negro após queda de material em uma estrela de nêutrons inicial |
| Colapso do núcleo de ferro                                 | ≥40 com metalicidade muito alta                                   | Ib / c                                                     | Estrêla de Neutróns                                                    |
| Colapso do núcleo de ferro                                 | ≥90 com baixa metalicidade                                        | Nenhum, GRB possível                                       | Buraco negro                                                           |
| Instabilidade do par                                       | 140-250 com baixa metalicidade                                    | II-P, às vezes uma hipernova, possível GRB                 | Sem remanescente                                                       |
| Fotodisintegração                                          | ≥250 com baixa metalicidade                                       | Nenhum (ou supernova luminosa?), Possível GRB              | Buraco negro enorme                                                    |

Tipos de supernova por massa-metalicidade inicial

Remanescentes de estrelas massivas únicas

Quando um núcleo estelar não é mais apoiado contra a gravidade, ele colapsa sobre si mesmo com velocidades que chegam a 70 mil km/s (0,23 c), resultando em um rápido aumento na temperatura e da densidade. O que se segue depende da massa e da estrutura do núcleo em colapso, sendo que núcleos degenerados de baixa massa formando estrelas de nêutrons, núcleos degenerados de maior massa colapsando completamente em buracos negros e núcleos não degenerados sofrendo fusão descontrolada.
O colapso inicial de núcleos degenerados é acelerado pela emissão beta, fotodesintegração e captura de elétrons, o que causa uma explosão de neutrinos de elétrons. À medida que a densidade aumenta, a emissão de neutrinos é cortada, pois eles ficam presos no núcleo. O núcleo interno então atinge 30 km de diâmetro.
Em núcleos de massa inferior, o colapso é interrompido e o núcleo de nêutrons recém-formado tem uma temperatura inicial de cerca de 100 bilhões de Kelvin, 6 000 vezes a temperatura do centro do Sol. Nessa temperatura, pares de neutrino-antineutrino de todos os tipos são formados de maneira eficiente por emissão térmica. Esses neutrinos térmicos são várias vezes mais abundantes do que os neutrinos de captura de elétrons. Cerca de 1046 joules, aproximadamente 10% da massa em repouso da estrela, são convertidos em uma explosão de neutrinos de dez segundos, que é a principal saída do evento. O colapso do núcleo repentinamente interrompido se recupera e produz uma onda de choque que para em milissegundos.
O colapso de um núcleo não degenerado maciço irá inflamar uma fusão ainda maior. Quando o colapso do núcleo é iniciado pela instabilidade do par, a fusão do oxigênio começa e o colapso pode ser interrompido.

Dentro de uma estrela massiva evoluída (a), as camadas dos elementos se fundem, formando um núcleo de ferro (b) que atinge a massa de Chandrasekhar e começa a entrar em colapso. A parte interna do núcleo é comprimida em nêutrons (c), fazendo com que o material em queda salte (d) e forme uma frente de choque de propagação externa (vermelho). O choque começa a parar (e), mas é revigorado por um processo que pode incluir interação de neutrino. O material circundante é explodido (f), deixando apenas um remanescente degenerado

Para massas centrais de 40–60 M☉, o colapso cessa e a estrela permanece intacta, mas o colapso ocorrerá novamente quando um núcleo maior se formar. Para núcleos de cerca de 60–130 M☉, a fusão de oxigênio e elementos mais pesados é tão energética que toda a estrela é destruída, causando uma supernova. Na extremidade superior da faixa de massa, a supernova é excepcionalmente luminosa e de vida extremamente longa devido a muitas massas solares de 56Ni ejetadas. Para massas de núcleo ainda maiores, a temperatura do núcleo torna-se alta o suficiente para permitir a fotodesintegração e o núcleo colapsa completamente em um buraco negro.

#### Tipo II

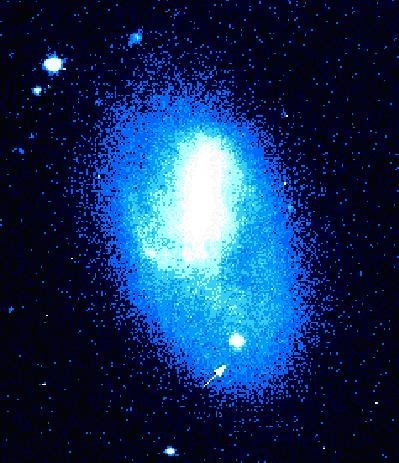
O subluminoso atípico Tipo II SN 1997D

Estrelas com massas iniciais menores que cerca de 8 M nunca desenvolve um núcleo grande o suficiente para entrar em colapso e eventualmente perdem sua atmosfera para se tornarem anãs brancas. Estrelas com pelo menos 9 M☉ (possivelmente até 12 M☉) evoluem de forma complexa, queimando progressivamente elementos mais pesados em temperaturas mais altas em seus núcleos. A estrela fica em camadas como uma cebola, com a queima de elementos mais facilmente fundidos ocorrendo em conchas maiores. Embora popularmente descrito como uma cebola com núcleo de ferro, os progenitores de supernova menos massivos têm apenas núcleos de oxigênio-neônio (-magnésio). Essas estrelas super RAG podem formar a maioria das supernovas de colapso do núcleo, embora menos luminosas e, portanto, menos comumente observadas do que aquelas de progenitores mais massivos.

#### Tipo Ib e Ic

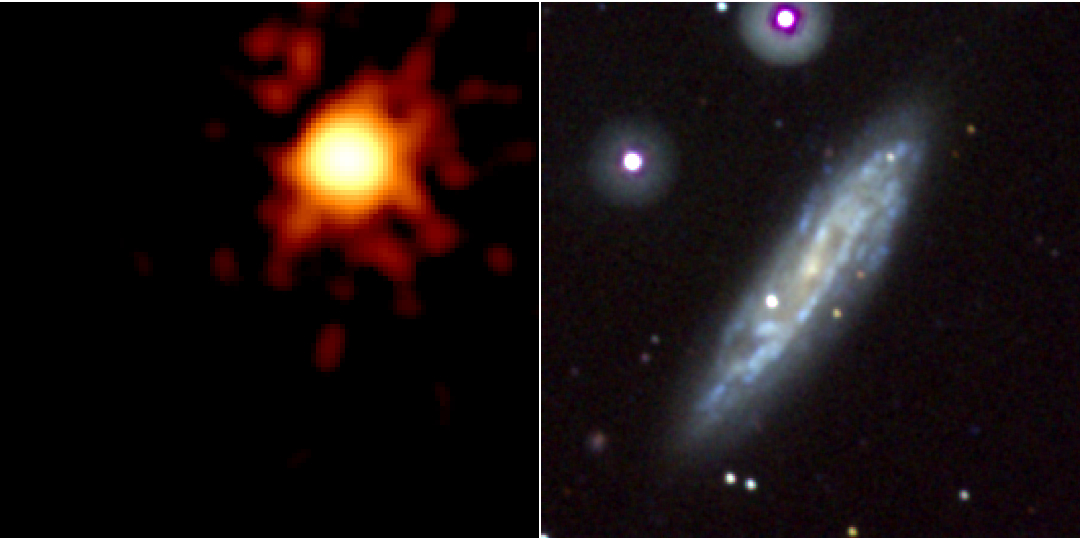
SN 2008D, uma supernova Tipo Ib, mostrada em raios-X (esquerda) e luz visível (direita) na extremidade superior da galáxia

Essas supernovas, como as do Tipo II, são estrelas massivas que sofrem colapso do núcleo. No entanto, as estrelas que se tornam supernovas dos Tipos Ib e Ic perderam a maior parte de seus envoltórios externos (hidrogênio) devido aos fortes ventos estelares ou então pela interação com uma companheira. Essas estrelas são conhecidas como estrelas Wolf-Rayet e ocorrem em metalicidade moderada a alta, onde ventos contínuos causam taxas de perda de massa suficientemente altas. As observações da supernova Tipo Ib/c não correspondem à ocorrência observada ou esperada de estrelas Wolf-Rayet e explicações alternativas para este tipo de supernova envolvem estrelas destituídas de seu hidrogênio por interações binárias. Os modelos binários fornecem uma correspondência melhor para as supernovas observadas, com a condição de que nenhuma estrela binária de hélio adequada tenha sido observada.
Alguns por cento das supernovas Tipo Ic estão associados a explosões de raios gama (ERG), embora também se acredite que qualquer supernova Tipo Ib ou Ic desprovida de hidrogênio poderia produzir uma ERG, dependendo das circunstâncias da geometria. O mecanismo para produzir esse tipo de ERG são os jatos produzidos pelo campo magnético do magnetar em rápida rotação formado no núcleo em colapso da estrela. Os jatos também transferem energia para a camada externa em expansão, produzindo uma supernova superluminosa.
Supernovas ultradespojadas ocorrem quando a estrela em explosão foi despojada (quase) até o núcleo de metal, por meio de transferência de massa em um binário próximo. Como resultado, muito pouco material é ejetado da estrela em explosão (c. 0.1 M☉). Nos casos mais extremos, supernovas ultradespojadas podem ocorrer em núcleos de metal descobertos, pouco acima do limite de massa de Chandrasekhar. SN 2005ek pode ser um exemplo observacional de uma supernova ultradespojada, dando origem a uma curva de luz de decadência rápida e relativamente fraca. A natureza das supernovas ultradespojadas pode ser tanto o colapso do núcleo de ferro quanto as supernovas de captura de elétrons, dependendo da massa do núcleo em colapso.

### Supernovas com falha
O colapso do núcleo de algumas estrelas massivas pode não resultar em uma supernova visível. O modelo principal para isso é um núcleo com massa suficiente para que a energia cinética seja insuficiente para reverter a queda das camadas externas em um buraco negro. Esses eventos são difíceis de detectar, mas grandes recenseamentos detectaram possíveis candidatos. A supergigante vermelha N6946-BH1 em NGC 6946 sofreu uma explosão modesta em março de 2009, antes de desaparecer de vista. Apenas uma fraca fonte infravermelha permanece na localização da estrela.

### Curvas de luz

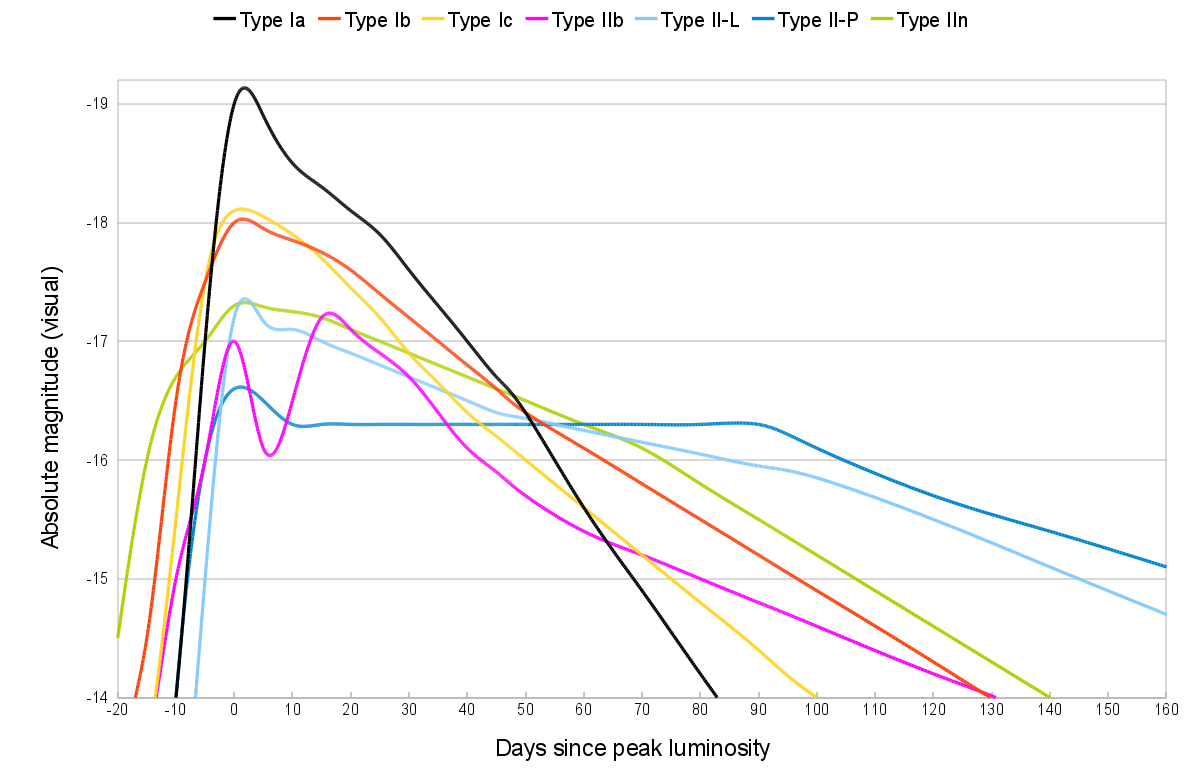
Curvas de luz comparativas do tipo supernova

Um quebra-cabeça histórico dizia respeito à fonte de energia que pode manter o brilho da supernova óptica por meses. Embora a energia que interrompe cada tipo de supernova seja entregue prontamente, as curvas de luz são dominadas pelo aquecimento radioativo subsequente do material ejetado em rápida expansão. Alguns consideraram a energia rotacional do pulsar central. Os gases ejetados escureceriam rapidamente sem alguma entrada de energia para mantê-los quentes. A natureza intensamente radioativa dos gases ejetados, que agora se sabe ser correta para a maioria das supernovas, foi calculada pela primeira vez em bases sólidas de nucleossíntese no final dos anos 1960. Foi só no SN 1987A que a observação direta das linhas de raios gama identificou inequivocamente os principais núcleos radioativos.
Sabe-se agora por observação direta que grande parte da curva de luz (o gráfico da luminosidade em função do tempo) após a ocorrência de uma Supernova Tipo II, como a SN 1987A, é explicada por esses decaimentos radioativos. Embora a emissão luminosa consista em fótons ópticos, é a potência radioativa absorvida pelos gases ejetados que mantém o remanescente quente o suficiente para irradiar luz. O decaimento radioativo de 56Ni através de suas filhas de 56Co a 56Fe produz fótons de raios gama, principalmente de 847keV e 1238keV, que são absorvidos e dominam o aquecimento e, portanto, a luminosidade do material ejetado em tempos intermediários (várias semanas) a tempos tardios (vários meses). A energia para o pico da curva de luz de SN1987A foi fornecida pelo decaimento de 56Ni a 56Co (meia-vida de 6 dias), enquanto a energia para a curva de luz posterior em particular se ajustou muito de perto com a meia-vida de 77,3 dias de 56Co decaindo para 56Fe. Medições posteriores por telescópios espaciais de raios gama da pequena fração dos raios gama de 56Co e 57Co que escaparam do remanescente SN 1987A sem absorção confirmaram as previsões anteriores de que esses dois núcleos radioativos eram as fontes de energia.

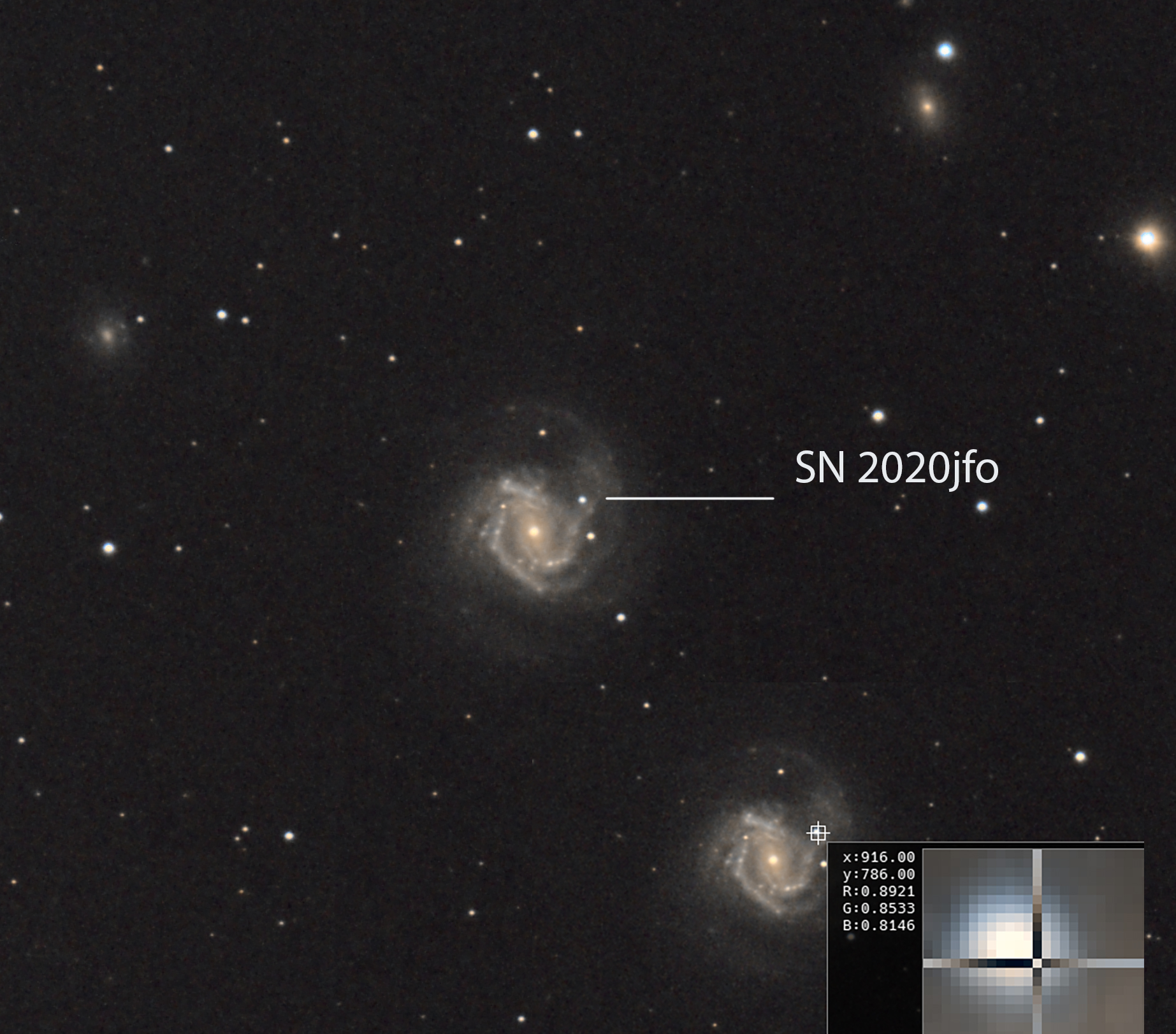
Messier 61 (52 milhões de anos-luz de distância aproximadamente) com SN2020jfo (Supernova) tirada por um astrônomo amador em 2020

As curvas de luz para o Tipo Ia são em sua maioria muito uniformes, com uma magnitude absoluta máxima consistente e um declínio relativamente acentuado na luminosidade. Sua produção de energia óptica é impulsionada pela decadência radioativa do níquel-56 ejetado (meia-vida de 6 dias), que então decai para cobalto-56 radioativo (meia-vida de 77 dias). Esses radioisótopos estimulam o material circundante à incandescência. Os estudos da cosmologia hoje dependem da radioatividade de 56Ni, fornecendo a energia para o brilho óptico das supernovas do Tipo Ia, que são as "velas padrão" da cosmologia, mas cujos raios gama de diagnóstico 847keV e 1238keV foram detectados pela primeira vez apenas em 2014.
As curvas de luz para supernovas do tipo II são caracterizadas por um declínio muito mais lento do que o do tipo I, da ordem de 0,05 magnitudes por dia, excluindo a fase de platô. A saída de luz visível é dominada por energia cinética, em vez de decadência radioativa, por vários meses, devido principalmente à existência de hidrogênio no material ejetado da atmosfera da estrela progenitora supergigante. Na destruição inicial, esse hidrogênio se torna aquecido e ionizado. A maioria das supernovas do Tipo II mostra um platô prolongado em suas curvas de luz à medida que esse hidrogênio se recombina, emitindo luz visível e se tornando mais transparente. Isso é seguido por uma curva de luz decrescente impulsionada pelo decaimento radioativo, embora mais lento do que nas supernovas do Tipo I, devido à eficiência da conversão em luz por todo o hidrogênio.
No Tipo II-L, o platô está ausente porque a estrela progenitora tinha relativamente pouco hidrogênio restante em sua atmosfera, suficiente para aparecer no espectro, mas insuficiente para produzir um platô perceptível na saída de luz. Nas supernovas do Tipo IIb, a atmosfera de hidrogênio do progenitor está tão esgotada (provavelmente devido à redução das marés por uma estrela companheira) que a curva de luz está mais próxima de uma supernova do Tipo I e o hidrogênio até mesmo desaparece do espectro após várias semanas.
| Digite a         | Magnitude absoluta média do pico b | Energia aproximada ( inimigo ) c | Dias para atingir o pico de luminosidade | Dias do pico a 10% de luminosidade |
| ---------------- | ---------------------------------- | -------------------------------- | ---------------------------------------- | ---------------------------------- |
| I a              | -19                                | 1                                | Aproximadamente. 19                      | cerca de 60                        |
| Ib / c (fraco)   | por volta de -15                   | 0,1                              | 15-25                                    | desconhecido                       |
| Ib               | por volta de -17                   | 1                                | 15-25                                    | 40-100                             |
| Ic               | por volta de -16                   | 1                                | 15-25                                    | 40-100                             |
| Ic (brilhante)   | para -22                           | acima de 5                       | cerca de 25                              | cerca de 100                       |
| II-b             | por volta de -17                   | 1                                | cerca de 20                              | cerca de 100                       |
| II-L             | por volta de -17                   | 1                                | por volta de 13                          | cerca de 150                       |
| II-P (desmaiado) | por volta de -14                   | 0,1                              | cerca de 15                              | desconhecido                       |
| II-P             | em torno de -16                    | 1                                | cerca de 15                              | Platô então cerca de 50            |
| IIn d            | por volta de -17                   | 1                                | 12-30 ou mais                            | 50-150                             |
| IIn (claro)      | para -22                           | acima de 5                       | acima de 50                              | acima de 100                       |

Notas:
- a. ↑ Tipos desmaiados podem ser uma subclasse distinta. Os tipos brilhantes podem ser um continuum de ligeiramente superluminoso a hipernovas.
- b. ↑ Essas magnitudes são medidas na banda R. As medições nas bandas V ou B são comuns e terão cerca de metade de uma magnitude mais brilhante para supernovas.
- c. ↑ Ordem de magnitude energia cinética. A energia eletromagnética irradiada total é geralmente menor, a energia do neutrino (teórica) muito maior.
- d. ↑ Provavelmente um grupo heterogêneo, qualquer um dos outros tipos embutidos na nebulosidade.

### Assimetria

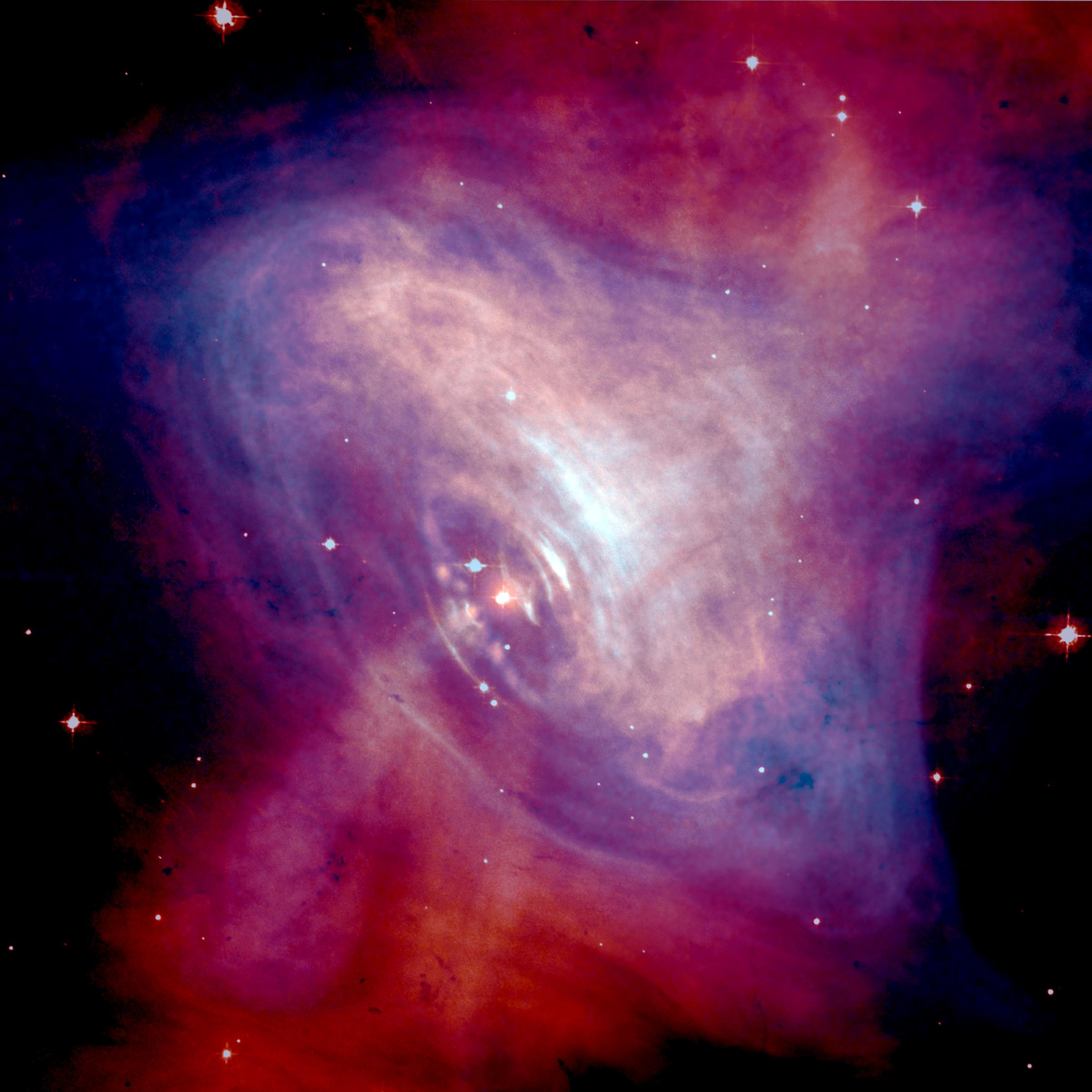
O pulsar na nebulosa do Caranguejo está viajando a 375 km / s em relação à nebulosa

Uma questão de longa data em torno das supernovas Tipo II é o motivo pelo qual o objeto compacto restante recebe uma grande velocidade para longe do epicentro.
Uma possível explicação para essa assimetria é a convecção em grande escala acima do núcleo, o que pode criar variações na abundância local de elementos, resultando em queima nuclear desigual durante o colapso, salto e expansão resultantes.
Outra explicação possível é que o acréscimo de gás na estrela de nêutrons central pode criar um disco que impulsiona jatos altamente direcionais, impulsionando matéria em alta velocidade para fora da estrela e gerando choques transversais que desestabilizam completamente a estrela. Esses jatos podem desempenhar um papel crucial na supernova resultante.
Assimetrias iniciais também foram confirmadas em supernovas do Tipo Ia por meio de observação. Esse resultado pode significar que a luminosidade inicial desse tipo de supernova depende do ângulo de visão. No entanto, a expansão torna-se mais simétrica com o passar do tempo. As assimetrias iniciais são detectáveis medindo a polarização da luz emitida.

### Produção de energia

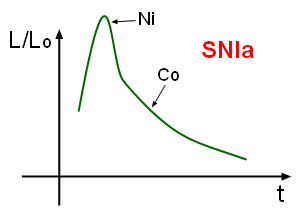
Os decaimentos radioativos de níquel-56 e cobalto-56 que produzem uma curva de luz visível de supernova

As supernovas do Tipo Ia derivam sua energia de uma fusão nuclear descontrolada de uma anã branca composta por carbono-oxigênio. Os detalhes da energética ainda não foram totalmente compreendidos, mas o resultado final é a ejeção de toda a massa da estrela original em alta energia cinética. Cerca de metade de uma massa solar dessa massa é 56Ni gerado pela queima de silício. 56Ni é radioativo e decai em 56Co por emissão de pósitrons (com meia-vida de seis dias) e raios gama. O próprio 56Co decai pelo caminho da emissão de pósitrons com meia-vida de 77 dias em 56Fe estável. Esses dois processos são responsáveis pela radiação eletromagnética das supernovas do Tipo Ia. Em combinação com a mudança de transparência do material ejetado, eles produzem uma curva de luz em rápido declínio.
| Super Nova           | Energia total aproximada 10 44 joules (inimigo) c | Ni ejetado (massas solares) | Energia neutrino (inimigo) | Energia cinética (inimigo) | Radiação eletromagnética (inimigo) |
| -------------------- | ------------------------------------------------- | --------------------------- | -------------------------- | -------------------------- | ---------------------------------- |
| Tipo Ia              | 1,5                                               | 0,4 - 0,8                   | 0,1                        | 1,3 - 1,4                  | ~ 0,01                             |
| Colapso do núcleo    | 100                                               | (0,01) - 1                  | 100                        | 1                          | 0,001 - 0,01                       |
| Hypernova            | 100                                               | ~ 1                         | 1-100                      | 1-100                      | ~ 0,1                              |
| Instabilidade do par | 5-100                                             | 0,5 - 50                    | baixo?                     | 1-100                      | 0,01 - 0,1                         |

### Progenitor
O tipo de classificação da supernova está intimamente ligado ao tipo de estrela no momento do colapso. A ocorrência de cada tipo de supernova depende dramaticamente da metalicidade e, portanto, da idade da galáxia hospedeira. As supernovas do Tipo Ia são produzidas a partir de estrelas anãs brancas em sistemas binários e ocorrem em todos os tipos de galáxias. As supernovas de colapso do núcleo são encontradas apenas em galáxias em formação estelar atual ou muito recente, uma vez que resultam de estrelas massivas de vida curta. Eles são mais comumente encontrados em galáxias espirais do Tipo Sc, mas também nos braços de outras galáxias espirais e em galáxias irregulares, especialmente galáxias starburst.
Acredita-se que as supernovas do Tipo Ib/c e II-L, e possivelmente a maioria das supernovas do Tipo IIn, sejam produzidas apenas a partir de estrelas com níveis de metalicidade próximos ao solar que resultam em alta perda de massa de estrelas massivas, portanto, são menos comuns em galáxias mais antigas e mais distantes. A tabela mostra o progenitor para os principais tipos de supernova de colapso do núcleo e as proporções aproximadas que foram observadas na vizinhança local.
| Tipo  | Estrela progenitora                                                             | Fração |
| ----- | ------------------------------------------------------------------------------- | ------ |
| Ib    | WC Wolf – Rayet ou estrela de hélio                                             | 9,0%   |
| Ic    | WO Wolf – Rayet                                                                 | 17,0%  |
| II-P  | Supergiant                                                                      | 55,5%  |
| II-L  | Supergigante com uma concha de hidrogênio esgotada                              | 3,0%   |
| IIn   | Supergigante em uma nuvem densa de material expelido (como LBV )                | 2,4%   |
| IIb   | Supergigante com hidrogênio altamente empobrecido (removido pelo companheiro? ) | 12,1%  |
| IIpec | Supergigante azul                                                               | 1,0%   |

Há uma série de dificuldades em reconciliar a evolução estelar modelada e a observada que leva ao colapso do núcleo das supernovas. As supergigantes vermelhas são as progenitoras da grande maioria das supernovas de colapso do núcleo, sendo que foram observadas apenas em massas e luminosidades relativamente baixas, abaixo de cerca de 18 M☉ e 100 000 L☉,  respectivamente. A maioria dos progenitores de supernovas do Tipo II não são detectados e devem ser consideravelmente mais tênues e, presumivelmente, menos massivos. Propõe-se agora que supergigantes vermelhas de maior massa não explodem como supernovas, mas, em vez disso, evoluem de volta para temperaturas mais altas. Vários progenitores de supernovas do Tipo IIb foram confirmados, e estes eram supergigantes K e G, mais um supergigante A. As hipergigantes amarelas são progenitoras propostas para supernovas do Tipo IIb, e quase todas as supernovas do Tipo IIb próximas o suficiente para serem observadas mostraram serem provenientes de tais progenitoras.

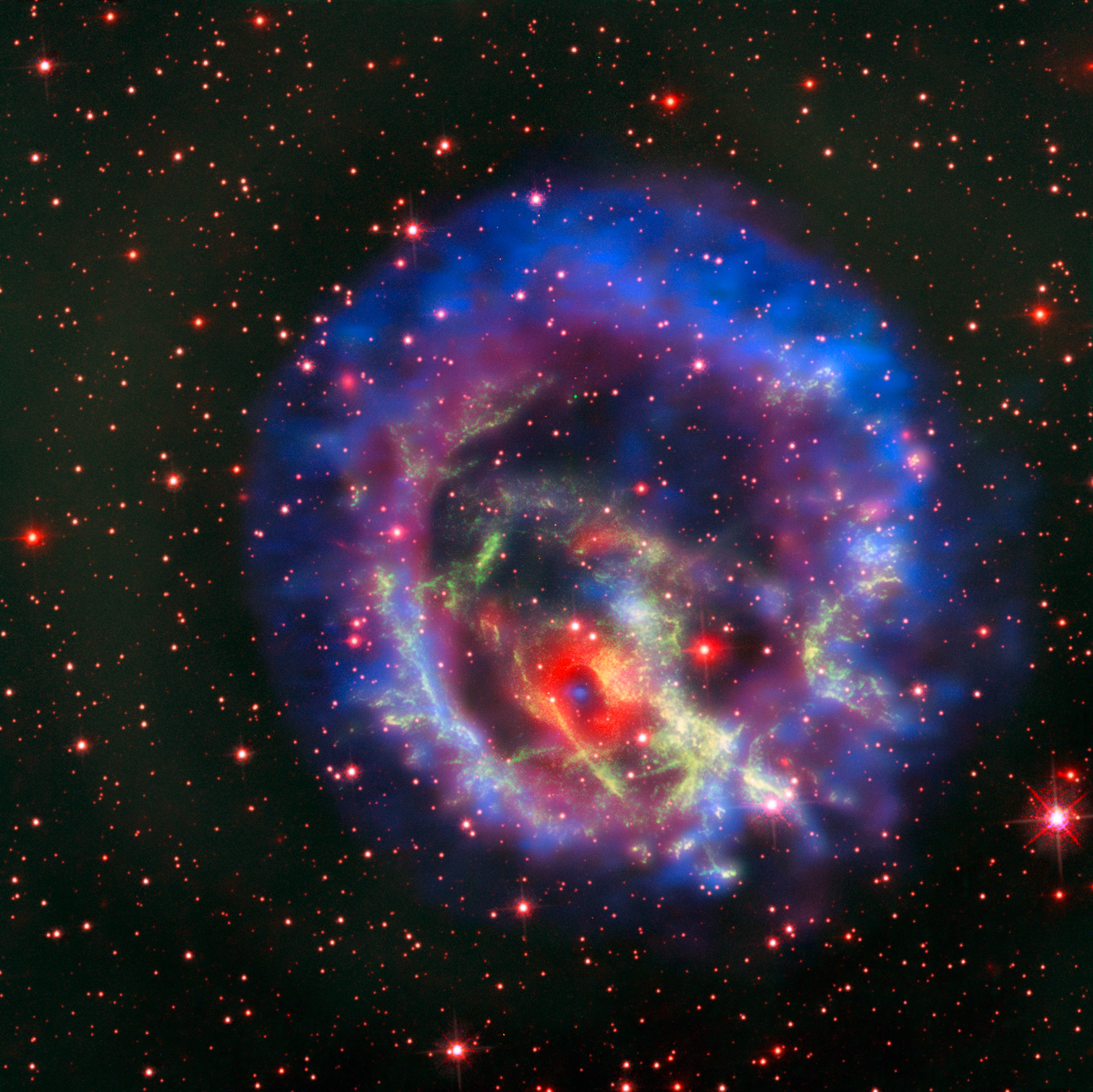
Estrela de nêutrons isolada na Pequena Nuvem de Magalhães

Até algumas décadas atrás, não se considerava que as supergigantes quentes explodissem, mas observações mostraram o contrário. Supergigantes azuis formam uma proporção inesperadamente alta de progenitores de supernova confirmados, em parte devido à sua alta luminosidade e fácil detecção, enquanto nenhum progenitor Wolf-Rayet foi identificado claramente. Os modelos científicos têm dificuldade em mostrar como as supergigantes azuis perdem massa suficiente para alcançar o ponto de supernova sem progredir para um estágio evolutivo diferente. Um estudo mostrou uma possível rota para o colapso das variáveis azuis luminosas derivadas de supergigantes vermelhas de baixa luminosidade, mais provavelmente como uma supernova Tipo IIn. Vários exemplos de progenitores luminosos quentes de supernovas do Tipo IIn foram detectados: SN 2005gy e SN 2010jl eram ambas estrelas luminosas aparentemente massivas, mas estão muito distantes; e SN 2009ip tinha um progenitor altamente luminoso, provavelmente um LBV, mas é uma supernova peculiar cuja natureza exata é contestada.
Os progenitores das supernovas do Tipo Ib / c não são observados de forma alguma, e as restrições em sua possível luminosidade são frequentemente menores do que as de estrelas WC conhecidas. Estrelas WO são extremamente raras e visualmente relativamente fracas, por isso é difícil dizer se tais progenitores estão ausentes ou ainda não foram observados. Progenitores muito luminosos não foram identificados com segurança, apesar de numerosas supernovas terem sido observadas perto o suficiente para que tais progenitores tivessem uma imagem clara. A modelagem populacional mostra que as supernovas do Tipo Ib / c observadas podem ser reproduzidas por uma mistura de estrelas massivas simples e estrelas de envelope despojado de sistemas binários em interação. A contínua falta de detecção inequívoca de progenitores para supernovas normais do Tipo Ib e Ic pode ser devido ao colapso da maioria das estrelas massivas diretamente em um buraco negro sem uma explosão de supernova. A maioria dessas supernovas é produzida a partir de estrelas de hélio de baixa massa e baixa luminosidade em sistemas binários. Um pequeno número seria de estrelas massivas de rotação rápida, provavelmente correspondendo aos eventos Tipo Ic-BL altamente energéticos que estão associados a explosões de raios gama de longa duração.

## Outros impactos

### Fonte de elementos pesados

Tabela periódica mostrando a origem de cada elemento no meio interestelar

As supernovas são a principal fonte de elementos no meio interestelar, desde o oxigênio até o rubídio, embora as abundâncias teóricas dos elementos produzidos ou vistos nos espectros variem significativamente dependendo dos vários tipos de supernovas existentes. As supernovas do Tipo Ia, por exemplo, produzem principalmente metais como níquel e ferro. As supernovas de colapso do núcleo ejetam quantidades muito menores de elementos de pico de ferro do que as supernovas do Tipo Ia, mas massas maiores de elementos alfa leves, como oxigênio e néon, e elementos mais pesados que o zinco. O último é especialmente verdadeiro com a captura de elétrons em supernovas. A maior parte do material ejetado pelas supernovas do Tipo II é hidrogênio e hélio. Os elementos pesados são produzidos por: fusão nuclear para núcleos de até 34S; rearranjo de fotodesintegração de silício e quase-equilíbrio durante a queima de silício para núcleos entre 36Ar e 56Ni; e rápida captura de nêutrons (processo r) durante o colapso da supernova para elementos mais pesados que o ferro. O processo r produz núcleos altamente instáveis que são ricos em nêutrons e que decaem rapidamente em formas mais estáveis. Nas supernovas, as reações do processo r são responsáveis por cerca de metade de todos os isótopos de elementos além do ferro, embora as fusões de estrelas de nêutrons possam ser a principal fonte astrofísica para muitos desses elementos.
No universo moderno, as velhas estrelas de ramo gigante assintótico (RGA) são a fonte dominante de poeira de elementos de processo s, óxidos e carbono. No entanto, no início do universo, antes da formação das estrelas AGB, as supernovas podem ter sido a principal fonte de poeira.

### Papel na evolução estelar

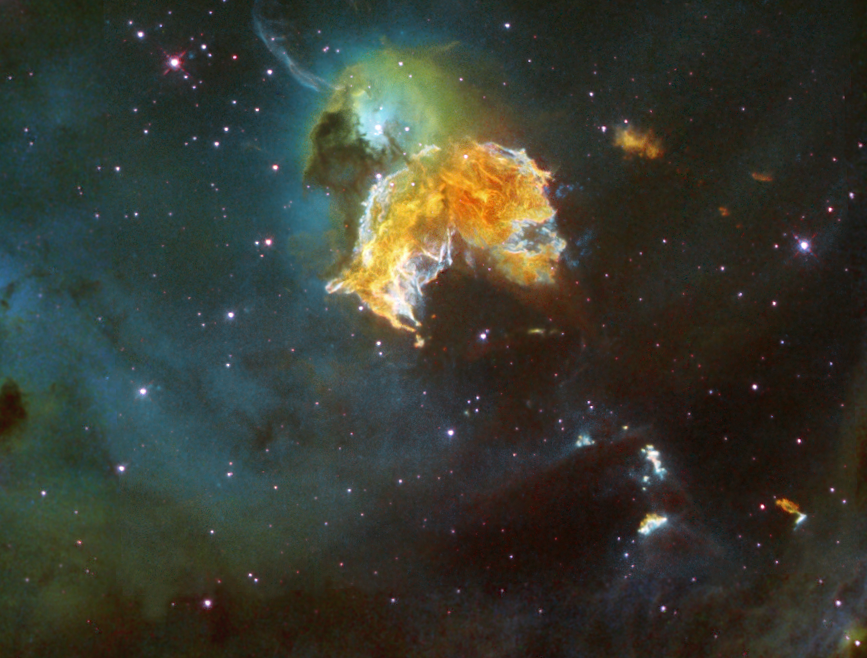
O remanescente da supernova N 63A encontra-se dentro de uma região aglomerada de gás e poeira na Grande Nuvem de Magalhães

Os remanescentes de muitas supernovas são constituídos por um objeto compacto e uma onda de choque de material em rápida expansão. Essa nuvem de material se espalha ao redor do meio interestelar durante uma fase de expansão livre, que pode durar até dois séculos. A onda então passa gradualmente por um período de expansão adiabática e vai esfriar lentamente e se misturar com o meio interestelar circundante por um período de cerca de 10 mil anos.
O Big Bang produziu hidrogênio, hélio e vestígios de lítio, enquanto todos os elementos mais pesados foram e são sintetizados em estrelas e supernovas. As supernovas tendem a enriquecer o meio interestelar circundante com elementos diferentes de hidrogênio e hélio, que normalmente os astrônomos chamam de "metais". Em última análise, esses elementos injetados enriquecem as nuvens moleculares que são os locais de formação das estrelas.
A energia cinética de um remanescente de supernova em expansão pode desencadear a formação de estrelas ao comprimir nuvens moleculares densas no espaço próximo. O aumento da pressão turbulenta também pode impedir a formação de estrelas se a nuvem for incapaz de perder o excesso de energia.
Evidências de produtos derivados de isótopos radioativos de vida curta mostram que uma supernova próxima ajudou a determinar a composição do Sistema Solar cerca de 4,5 bilhões de anos atrás, e pode até ter desencadeado a formação desse sistema.
Em 1 de junho de 2020, astrônomos relataram um estreitamento nas fontes possíveis de rajadas rápidas de rádio, que agora podem incluir "fusões de objetos compactos e magnetares decorrentes de supernovas normais de colapso do núcleo".

### Raios cósmicos
Acredita-se que os remanescentes de supernovas acelerem uma grande fração dos raios cósmicos primários galácticos, mas evidências diretas da produção de raios cósmicos foram encontradas apenas em um pequeno número de remanescentes. Os raios gama do decaimento do píon foram detectados a partir dos remanescentes da supernova IC 443 e W44. Estes são produzidos quando os prótons acelerados do SNR impactam no material interestelar.

### Ondas gravitacionais
Supernovas são fontes galácticas potencialmente fortes de ondas gravitacionais, mas nenhuma foi detectada até agora. Os únicos eventos de ondas gravitacionais detectados até agora são de fusões de buracos negros e estrelas de nêutrons, provavelmente remanescentes de supernovas.

### Efeito na Terra
Uma supernova próxima à Terra pode ter efeitos perceptíveis na biosfera do planeta. Dependendo do tipo e da energia da supernova, ela pode estar a até 3.000 anos-luz de distância. Em 1996, foi teorizado que traços de supernovas passadas podem ser detectáveis na Terra na forma de assinaturas de isótopos de metal em estratos de rocha. O enriquecimento de Ferro-60 foi posteriormente relatado em rochas profundas do Oceano Pacífico. Em 2009, níveis elevados de íons de nitrato foram encontrados no gelo da Antártica, o que coincidiu com as supernovas de 1006 e 1054. Os raios gama dessas supernovas podem ter aumentado os níveis de óxidos de nitrogênio, que ficaram presos no gelo.
As supernovas Tipo Ia são consideradas, potencialmente, as mais perigosas se ocorrerem perto o suficiente da Terra. Como essas supernovas surgem de estrelas anãs brancas comuns em sistemas binários, é provável que uma supernova que pode afetar a Terra ocorra de forma imprevisível e em um sistema estelar que não foi bem estudado. O candidato conhecido mais próximo é IK Pegasi (veja abaixo). Estimativas recentes preveem que uma supernova do Tipo II teria que estar mais perto do que oito parsecs (26 anos-luz) para destruir metade da camada de ozônio da Terra, e não há tais candidatos mais próximos do que cerca de 500 anos-luz.

## Candidatos na Via Láctea

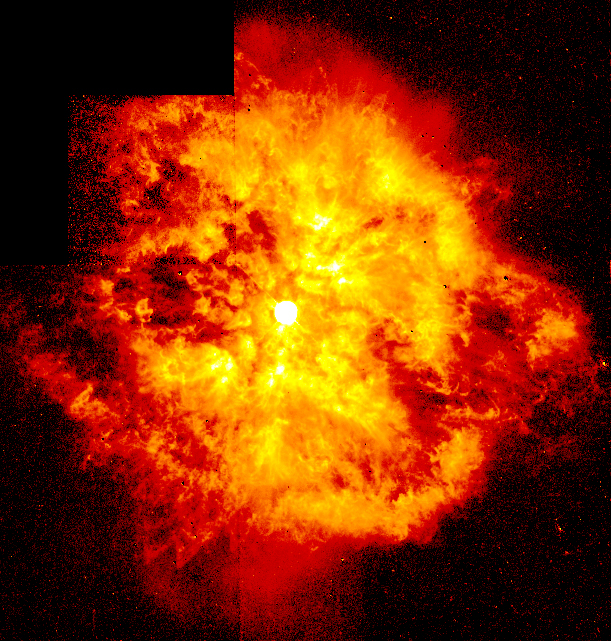
A nebulosa torno da estrela Wolf-Rayet WR124, que está localizada a uma distância de cerca de 21 mil anos-luz da Terra

A próxima supernova na Via Láctea provavelmente será detectável, mesmo que ocorra do outro lado da galáxia. É provável que seja produzida pelo colapso de uma supergigante vermelha comum e é muito provável que já tenha sido catalogada em levantamentos infravermelhos como o 2MASS. Há uma chance menor de que a próxima supernova em colapso do núcleo seja produzida por um tipo diferente de estrela massiva, como uma hipergigante amarela, variável azul luminosa ou Wolf-Rayet. As chances de a próxima supernova ser do Tipo Ia produzida por uma anã branca são calculadas em cerca de um terço daquelas para uma supernova de colapso do núcleo. Novamente, deve ser observável onde quer que ocorra, mas é menos provável que o progenitor jamais tenha sido observado. Não se sabe exatamente como é um sistema progenitor Tipo Ia, e é difícil detectá-los além de alguns parsecs. A taxa total de supernovas em nossa galáxia é estimada entre 2 e 12 por século, embora não tenhamos realmente observado uma por vários séculos.
Estatisticamente, a próxima supernova provavelmente será produzida a partir de uma supergigante vermelha, mas é difícil identificar quais dessas supergigantes estão nos estágios finais de fusão de elementos pesados em seus núcleos e quais têm milhões de anos restantes. As supergigantes vermelhas mais massivas trocam suas atmosferas e evoluem para estrelas Wolf-Rayet antes que seus núcleos entrem em colapso. Todas as estrelas Wolf-Rayet terminam suas vidas a partir da fase Wolf-Rayet dentro de um milhão de anos ou mais, mas novamente é difícil identificar aquelas que estão mais próximas do colapso do núcleo. Uma classe que não deve ter mais do que alguns milhares de anos antes de explodir são as estrelas WO Wolf-Rayet, que são conhecidas por terem exaurido seu núcleo de hélio. Apenas oito delas são conhecidas, sendo que apenas quatro delas estão na Via Láctea.
Várias estrelas próximas ou bem conhecidas foram identificadas como possíveis candidatas à supernova do colapso do núcleo: as supergigantes vermelhas Antares e Betelgeuse; a hipergigante amarela Rho Cassiopeiae; a variável azul luminosa Eta Carinae, que já produziu um impostor de supernova; e o componente mais brilhante, uma estrela Wolf-Rayet, no sistema Regor ou Gamma Velorum. Outros ganharam notoriedade como possíveis, embora não muito prováveis, progenitores de uma explosão de raios gama; por exemplo a estrela WR 104.
A identificação de candidatos a uma supernova Tipo Ia é muito mais especulativa. Qualquer sistema binário com uma anã branca que se acumula pode produzir uma supernova, embora o mecanismo exato e a escala de tempo ainda sejam debatidos. Esses sistemas são fracos e difíceis de identificar, mas as novas e as novas recorrentes são sistemas que convenientemente se anunciam. Um exemplo é U Scorpii. O candidato a supernova Tipo Ia mais próximo conhecido é IK Pegasi (HR 8210), localizada a uma distância de 150 anos-luz, mas as observações sugerem que levará vários milhões de anos antes que a anã branca possa agregar a massa crítica necessária para se tornar um Supernova Tipo Ia.